# Prîlujne, Iampol
Prîlujne (în ucraineană Прилужне) este un sat în comuna Bezvodne din raionul Iampol, regiunea Vinița, Ucraina.

## Demografie
Componența lingvistică a localității Prîlujne
     Ucraineană (100%)
Conform recensământului din 2001, toată populația localității Prîlujne era vorbitoare de ucraineană (100%).